# Sultanaat Utetera
Het sultanaat Utetera, ook wel bekend als de staat van Tippo Tip, bloeide tussen 1860 en 1887 en behoorde tot de Arabische sultanaten in Oost-Afrika. Het was een kortstondig rijk dat geregeerd werd door de beruchte Arabo-Swahili slavenhandelaar Tippo Tip (ook bekend als Hamid bin Mohammed el Moerjebi) en later door zijn zoon Sefu. De hoofdstad van dit sultanaat was Kasongo, gelegen in de hedendaagse provincie Maniema in de Democratische Republiek Congo. Het territorium dat onder controle stond van Tippo Tip strekte zich uit tot het oosten van Kasaï en reikte tot aan het Aruwimi-bekken in het westen.

## Geschiedenis
Midden 19e eeuw begaven Arabo-Swahili-handelaren van de Oost-Afrikaanse kust zich naar gebieden die onder het gezag van het sultanaat Zanzibar vielen. Hoewel ze al bezig waren met een breed scala aan handelsactiviteiten, bleven ze op zoek naar ivoor, goud en slaven. Ze stichtten nederzettingen en handelsposten diep in het Congolese binnenland, waaronder belangrijke knooppunten zoals Lualaba, Nyangwe en Kasongo. In plaats van het verspreiden van hun religie onder de lokale bevolking of het aangaan van allianties met inheemse leiders, concentreerden de Arabo-Swahili-handelaren en ontdekkingsreizigers zich voornamelijk op het opzetten van handelsposten en het verzekeren van een constante aanvoer van handelswaar richting Zanzibar. Uiteindelijk werd het gebied dat Tippo Tip beheerde opgenomen in de Onafhankelijke Congostaat.
Koninkrijk Kongo ·
Koninkrijk Kakongo ·
Koninkrijk Soyo ·
Koninkrijk Loango ·
Sultanaat Utetera · 
Koninkrijk Yeke · 
Koninkrijk Boma · 
Mwene Muji · 
Lunda-rijk · 
Koninkrijk Kuba ·
Luba-rijk ·
Koninkrijk Kanyok ·
Koninkrijk Kalundwe ·
Koninkrijk Chokwe ·
Koninkrijk Teke ·
Koninkrijk Lele ·
Koninkrijk Suku ·
Koninkrijk Yaka ·
Koninkrijk Azende ·
Koninkrijk Mbunda ·
Koninkrijk Ngoyo ·
Koninkrijk Mbuun ·
Koninkrijk Bozanga ·
Koninkrijk Pende ·
Ngbandi staten ·
Nsapo-staten ·
Mongo-staten ·
Koninkrijk Vungu ·
Koninkrijk Ndongo ·
Geconfedereerde Staten van Mpemba ·
Zeven koninkrijken van Kongo dia Nlaza ·
Koninkrijk Mpemba Kasi ·
Koninkrijk Vunda ·
Koninkrijk Mbata ·
Koninkrijk Mpangala ·
Koninkrijk Nsundi ·
Koninkrijk Mpangu ·
Koninkrijk Kundi ·
Koninkrijk Okanga ·
Koninkrijk Matamba ·
Koninkrijk Kasanje ·
Stamstaat Mbwila